# L'anello di Caronte
L'anello di Caronte (The Ring of Charon) è un romanzo di fantascienza dello scrittore statunitense Roger MacBride Allen, pubblicato nel 1990. Il romanzo inaugura il dittico de "La caccia alla Terra" (The Hunted Earth) di cui fa parte anche il seguito La sfera spezzata.

## Trama
Larry Chao è un giovane scienziato che lavora ad esperimenti sulla gravità artificiale in una base scientifica sul pianeta Plutone, in fase di dismissione per mancanza di risultati apprezzabili. In barba ai regolamenti, egli verifica una sua teoria effettuando un esperimento non autorizzato con l'anello di Caronte, un acceleratore di particelle orbitante attorno all'omonimo satellite.
Con l'aiuto della dottoressa Sondra Berghoff riesce infatti ad emettere un raggio gravitazionale di rilevante potenza alle stazioni in ascolto su Titano, Ganimede, in orbita attorno a Venere e sulla Terra.
Quando il raggio colpisce i laboratori terrestri sulla Luna si risveglia una entità senziente in parte meccanica ed in parte biologica a forma toroidale, che circonda la Luna lungo la linea di demarcazione fra l'emisfero illuminato e quello buio, seppellito ad una profondità di quaranta chilometri. Questa entità provoca l'immediata apertura di un wormhole che trasporta la Terra in un sistema solare sconosciuto (il Multisistema), composto da una moltitudine di pianeti tutti abitati e da una stella circondata da una Sfera di Dyson. Il posto della Luna nell'orbita terrestre è preso dall'altra estremità del vortice spaziotemporale, circondato da un anello in tutto e per tutto simile a quello sepolto nella Luna, l'Anello Reggente.
Contemporaneamente dalla nube di Oort e dalla fascia principale cominciano a muoversi asteroidi che trasportano entità bioniche, che atterrano sulla superficie dei pianeti del sistema solare ed iniziano a smantellarne la crosta. Si tratta di una specie vivente parzialmente meccanica, i Carontiani, che colonizzano pianeti utilizzando lo schema delle macchine di von Neumann, ossia replicando sé stessi sui pianeti conquistati.
In particolare i Carontiani sono in grado di assimilare elementi viventi incontrati durante i loro viaggi ed integrarli nella loro matrice meccanica e biologica. I Carontiani sono organizzati gerarchicamente; in cima alla piramide vi è la sfera di Dyson, che si serve di entità subordinate come gli anelli (tra cui la Ruota Lunare e l'Anello Reggente) ed i Disgregatori (le entità contenute negli asteroidi) per il suo scopo finale, ossia riprodurre sé stessa con il materiale prelevato dalle croste dei pianeti.
A questo punto l'umanità si trova divisa dal vortice spaziotemporale; da una parte gli abitanti della Luna e dei pianeti abitati, che rischiano di scomparire travolti dai cataclismi prodotti dai Disgregatori sulla loro superficie, e dall'altra la Terra, precipitata in un sistema sconosciuto e destinata a fare da serbatoio biologico per i componenti dei futuri Carontiani.
I due mondi potranno rimettersi in contatto attraverso il buco nero, sia pur per un breve periodo, grazie a una catena di ripetitori composta dal Sant'Antonio, un avanzato satellite costruito allo scopo, e l'Hanapu, una stazione spaziale orbitale abitata dal gruppo radicale dei Naked Purple.
Dopo varie vicissitudini gli scienziati riuniti del sistema solare riescono a tradurre parte del linguaggio dei Carontiani, che è composto essenzialmente da comandi in forma di immagini ripetute con piccole varianti l'una dall'altra (una sorta di memoria visiva collettiva). Usando l'anello di Caronte per far collassare Caronte stesso ed il pianeta Plutone in un piccolo buco nero, Larry Chao ottiene potenza sufficiente per un raggio gravitazionale di elevata energia, che usa per trasmettere quello che si ritiene essere il comando di autodistruzione alla Ruota Lunare, che sembra avere un rilevante ruolo di coordinamento.
L'attacco ha successo, la Ruota Lunare ed i Disgregatori si arrestano e la distruzione dei pianeti cessa. Ma il vortice spaziotemporale generato dal legame fra la l'Anello Reggente e la Ruota Lunare si chiude, rendendo così la Terra irraggiungibile; la Caccia alla Terra ha inizio.
Il romanzo è seguito da diverse appendici scritte dall'Autore, che chiariscono alcuni aspetti della civiltà e della biologia Carontiana, del movimento Naked Purple, ed infine da un glossario della terminologia usata nel testo.

## Temi
Molti sono gli elementi di interesse nella trama. Si tratta di un romanzo in cui i protagonisti sono scienziati, spesso introversi o impegnati a combattere fra loro per i ruoli di potere o per far prevalere le proprie teorie; in questo senso L'anello di Caronte ricade appieno nel filone della fantascienza hard. Per contro, la drammatizzazione degli incontri e degli scontri fra Carontiani e gli umani, non ultima la descrizione della battaglia finale con raggi gravitici, sono caratteristiche della space opera.
Il romanzo mescola molti temi classici della fantascienza in modo da ricavarne un tutt'uno coerente:
- La Sfera di Dyson, presente con questo nome per la prima volta ne La civiltà degli eccelsi di Robert Silverberg, anche se deriva da influenze precedenti; invece di essere mezzo di colonizzazione, qui la sfera stessa è l'entità senziente colonizzatrice, e i pianeti orbitanti nel Multisistema il suo territorio.

- Le macchine autoreplicanti di Von Neumann, un altro tema classico della fantascienza, sia in forma di sonde autoreplicanti per l'esplorazione (ad esempio in Il terzo milliennio. Storia del mondo: 2000-3000 d.C. di Brian M. Stableford), sia come arma da guerra finale dedicata allo sterminio (valgano per tutti i Berserker di Fred Saberhagen). Una variante particolare sono le navi-seme, ovvero mezzi spaziali che trasportano le copie genetiche delle forme di vita del pianeta di origine; in questo caso le navi stesse ad un certo punto cominciano ad utilizzare per la propria replicazione gli elementi biologici che dovrebbero preservare, per motivi non noti.[2]

- L'utilizzo della gravità come forma di energia e per la generazione di vortici spaziotemporali è comune, e molti romanzi hanno la gravità e il suo controllo come tema centrale (Antigravitazione per tutti di Bob Shaw). È interessante che l'intera civiltà dei Carontiani sia basata sullo sfruttamento della gravità e proprio dal raggiungimento di un suo controllo l'umanità ottenga i mezzi per contrastare l'invasione.

- Il romanzo ipotizza che ci sia stata una improvvisa crisi economica e politica, associata ad un rifiuto per la esasperata diffusione delle informazioni da parte delle masse (crollo delle coscienze). Le cause di questa crisi andrebbero trovate nella eccessiva specializzazione e nella quantità di nozioni necessarie per poter svolgere la propria attività lavorativa, al punto che il tempo di apprendimento supera la durata della vita umana.

## Edizioni
- Roger MacBride Allen, The Ring of Charon, Tor Books, 1990,  p. 512, ISBN 978-0-8125-3014-8.
- Roger MacBride Allen, L'anello di Caronte, traduzione di Giuliano Acunzoli, collana Interno Giallo, Arnoldo Mondadori Editore, 1994,  p. 380, ISBN 88-04-37970-7.
- Roger MacBride Allen, L'anello di Caronte, traduzione di Giuliano Acunzoli, collana Bestsellers Oscar n° 511, Arnoldo Mondadori Editore, 1995,  p. 378, ISBN 88-04-39973-2.
- Roger MacBride Allen, L'anello di Caronte, traduzione di Giuliano Acunzoli, collana Uraniargento n° 12, Arnoldo Mondadori Editore, 1995,  p. 432, ISSN 1123-329X.